# Robert A. Maxwell
Robert A. Maxwell (* 1838 im Washington County, New York; † 8. Juni 1912 in Batavia, New York) war ein US-amerikanischer Politiker (Demokratische Partei). Er war von 1882 bis 1885 Treasurer of State von New York.

## Leben
Die Jugendjahre von Robert A. Maxwell waren von der Wirtschaftskrise von 1837 und dem Mexikanisch-Amerikanischen Krieg überschattet und die Folgejahre vom Bürgerkrieg. Im November 1881 wurde er zum Treasurer of State von New York gewählt und 1883 wiedergewählt. Der Gouverneur von New York David B. Hill ernannte ihn am 28. Dezember 1885 zum Superintendent of Insurance. Maxwell bekleidete den Posten vom 1. Januar 1886 bis Februar 1891. Der frühere Senator von New York James F. Pierce (1830–1905) folgte ihm ins Amt. Der Präsident Grover Cleveland ernannte Maxwell im März 1893 zum vierten stellvertretenden US-Postminister – ein Posten, den er bis zum Ende der Administration von Cleveland im März 1897 innehatte. 1896 unterstützte er die Kandidatur von John M. Palmer von der National Democratic Party für die Präsidentschaft.